# إيروس بولي
إيروس بولي (بالإيطالية: Eros Poli)‏ مواليد 6 أغسطس 1963 في إيطاليا، هو دراج إيطالي سابق في صنف سباق الدراجات على الطريق. سبق أن شارك في دورة الألعاب الأولمبية الصيفية وفاز بميدالية أولمبية.

## سجل النتائج

### سباقات أو مراحل فاز بها
- طواف فرنسا
- بطولة العالم لسباق الدراجات على الطريق

## الميداليات
| الميدالية | المسابقة                       |
| --------- | ------------------------------ |
| ذهبية     | الألعاب الأولمبية الصيفية 1984 |

## وصلات خارجية
- الموقع الرسمي

## روابط خارجية
- إيروس بولي على موقع أرشيف الدراجات (الإنجليزية)
- إيروس بولي على موقع إحصائيات الدراجات الإحترافية (الإنجليزية)
- إيروس بولي على موقع CycleBase (الإنجليزية)
- إيروس بولي على موقع اللجنة الأولمبية الدولية (الإنجليزية)
- إيروس بولي على موقع أوليمبيديا (الإنجليزية)
- إيروس بولي على موقع اللجنة الأولمبية الإيطالية (الإيطالية)